# Lục Nam
Luc Nam (en Idioma vietnamita Lục Nam), es un distrito de Vietnam correspondiente a la Provincia de Bắc Giang en el Đông Bắc o noreste del país. Hasta el año 2003 la población en el distrito ascendía a 202 886 personas. El área del distrito es de 597 km² y su capital es Luc Nam.

## Divisiones administrativas
El distrito está dividido administrativamente en un municipio o localidad principal de nombre homónimo, Luc Nam, además abarca las siguientes comunas: Lục Sơn, Bình Sơn, Trường Sơn, Vô Tranh, Trường Giang, Nghĩa Phương, Huyền Sơn, Bắc Lũng, Cẩm Lý, Vũ Xá, Đan Hội, Yên Sơn, Lan Mẫu, Phương Sơn, Thanh Lâm, Chu Điện, Bảo Đài, Bảo Sơn, Tam Dị, Đông Phú, Đông Hưng, Tiên Nha y Khám Lạng. 